# (2338) Bokhan
(2338) Bokhan (1977 QA3) – planetoida z grupy pasa głównego asteroid okrążająca Słońce w ciągu 4,77 lat w średniej odległości 2,83 au. Odkryta 22 sierpnia 1977 roku.